# Kjerholmen
Kjerholmen est une île norvégienne dans le comté de Hordaland. Elle appartient administrativement à Austevoll.

## Géographie
Rocheuse et couverte d'arbres, à l'exception de sa pointe nord, elle s'étend sur environ 164 m de longueur pour une largeur approximative de 76 m. 